# Ron Heusdens

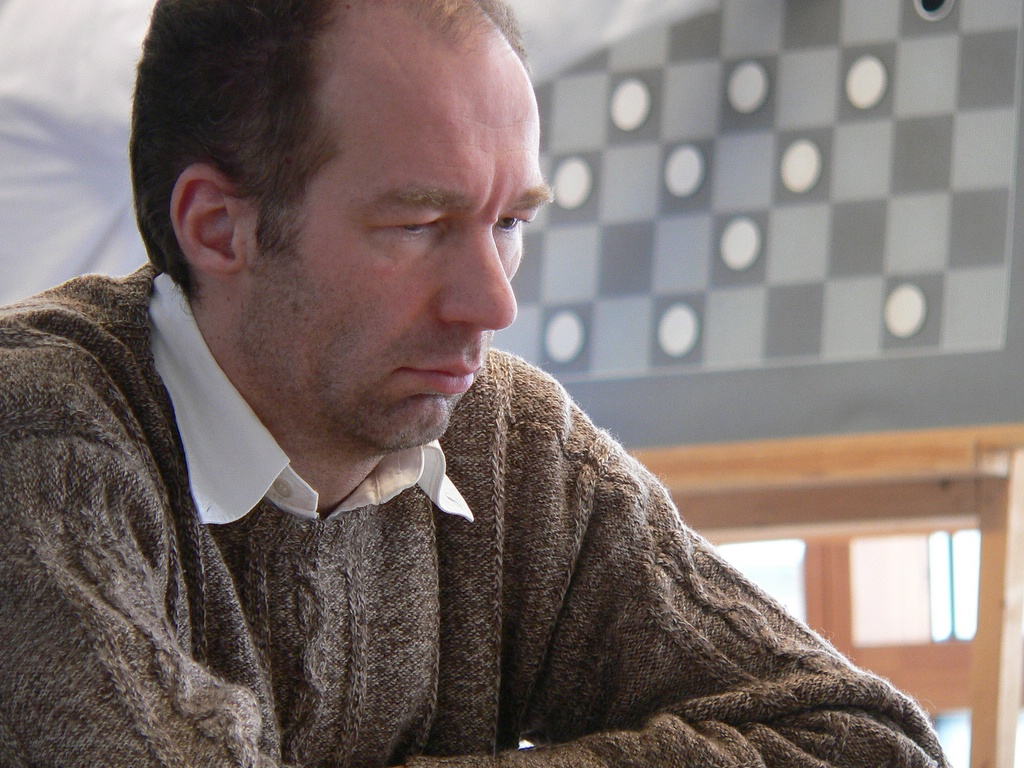
Ron Heusdens tijdens het NK dammen 2006

Ron Heusdens (14 mei 1962) is een Nederlandse dammer die in Zuid-Holland is opgegroeid en al jarenlang voor Damclub Schiedam uitkomt. Hij speelt jaarlijks veel partijen.  Naast dammen is hij zodanig goed in schaken en bridge dat hij regelmatig Nederlands kampioen in de denksporttriatlon is geworden. Hij bezit de titels Internationaal Grootmeester en Nationaal Grootmeester. 

## Resultaten
Hij nam deel aan het wereldkampioenschap  2003 in Zwartsluis en eindigde daarin op de achtste plaats. Bij het WK blitz dammen 2007 in Nazareth (Israël) werd hij vierde. In 1988, 2001, 2007 en 2011 behaalde hij de eerste plaats in het Brunssum Open. Hij zette in 2008 de kroon op zijn carrière door in Emmeloord met 16 punten uit 13 partijen Nederlands kampioen 2008 te worden. Ook won hij in 2008 het Barnsteentoernooi. Bij het Europees kampioenschap dammen 2006 eindigde hij als 31e, bij het EK 2010 eindigde hij op een gedeelde tweede plaats, bij het EK 2012 eindigde hij als negende. 
Nederlands kampioenschap dammen
Stand van zaken 2025: Heusdens nam 26 keer deel aan het Nederlands kampioenschap dammen, met de volgende resultaten: 
| jaar | locatie        | plaats |  | jaar | locatie   | plaats |  | jaar | locatie       | plaats |  | jaar | locatie     | plaats |
| ---- | -------------- | ------ |  | ---- | --------- | ------ |  | ---- | ------------- | ------ |  | ---- | ----------- | ------ |
| 1982 | prov. Drenthe  | 6e     |  | 2003 | Amsterdam | 2e     |  | 2010 | Emmen         | 9e     |  | 2018 | Harlingen   | 6e     |
| 1988 | Putten         | 11e    |  | 2004 | Huissen   | 10e    |  | 2011 | Wapenveld     | 4e     |  | 2019 | Huissen     | 11e    |
| 1992 | Surhuisterveen | 13e    |  | 2005 | Groningen | 13e    |  | 2012 | Heerhugowaard | 8e     |  | 2020 | Kraggenburg | 7e     |
| 1999 | Huissen        | 4e     |  | 2006 | Culemborg | 2e     |  | 2013 | Steenwijk     | 6e     |  | 2022 | Wageningen  | 5e     |
| 2000 | Hengelo        | 3e     |  | 2007 | Soest     | 11e    |  | 2014 | Huissen       | 3e     |  | 2024 | Drachten    | 10e    |
| 2001 | Zwartsluis     | 4e     |  | 2008 | Emmeloord | 1e     |  | 2015 | Emmeloord     | 4e     |  |      |             |        |
| 2002 | Velp           | 4e     |  | 2009 | Huissen   | 2e     |  | 2017 | Urk           | 3e     |  |      |             |        |